# Ypthima methorina
Ypthima methorina är en fjärilsart som beskrevs av Charles Oberthür 1891. Ypthima methorina ingår i släktet Ypthima och familjen praktfjärilar. Inga underarter finns listade i Catalogue of Life.